# Escola Superior de Tecnologia e Gestão de Lamego
A Escola Superior de Tecnologia e Gestão de Lamego (ESTGL) é uma instituição de ensino superior localizada na cidade de Lamego, em Portugal. Caracteriza-se pela formação inicial em domínios científicos mais directamente relacionados com a actividade dos sectores económico-produtivo e cultural da sua área de abrangência, constituída pelo norte do distrito de Viseu, na denominada sub-região do Douro Sul. Foi criada em 1999, pelo Decreto-Lei 264/99, de 14 de Julho, como parte integrante do Instituto Politécnico de Viseu. As suas actividades lectivas tiveram início em 2000/2001, com as licenciaturas de Gestão e Informática (G.I.) e Gestão Turística, Cultural e Patrimonial (G.T.C.P).
A ESTGL ministra actualmente licenciaturas e um mestrado, pretendendo desenvolver outras áreas de formação igualmente relacionadas com a gestão, serviço social, administração, turismo, informática e novas tecnologias.

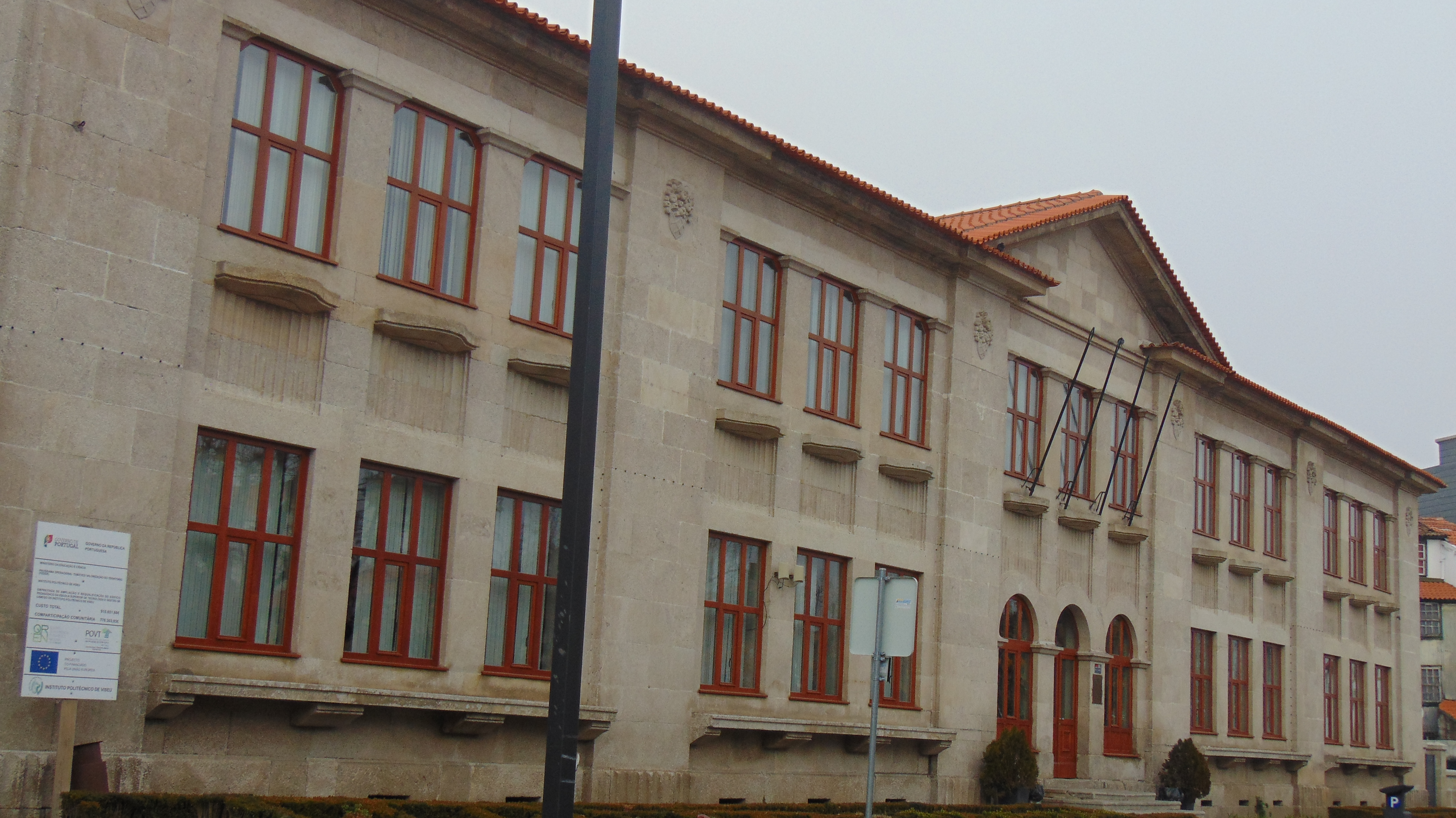
A ESTGL localiza-se na Avenida Visconde Guedes Teixeira, em Lamego.

O leque formativo diversificado que disponibiliza, expresso nos cursos de licenciatura, de mestrado e nos Cursos Técnicos Superiores Profissionais (CTeSP) ministrados, conjugado com uma estratégia de parcerias com o tecido empresarial, educativo, cultural e social da região, proporciona aos seus diplomados uma rápida inserção na vida ativa e, simultaneamente, desenvolvimento e progresso à região e ao país.

## Oferta formativa
A Escola Superior de Tecnologia e Gestão de Lamego tem uma oferta de 7 cursos de licenciatura para os seus futuros alunos, 2 mestrados e 8 Cursos Técnicos Superiores Profissionais (CTeSP):
- Mestrados
  - Gestão de Organizações Sociais
  - Gestão do Património Cultural e Desenvolvimento Local

- Licenciaturas
  - Gestão e Informática
  - Gestão Turística, Cultural e Patrimonial
  - Engenharia Informática e Telecomunicações
  - Serviço Social
  - Serviço Social (pós-laboral)
  - Contabilidade e Auditoria
  - Secretariado de Administração
- CTeSP
  - Informática Indústrial
  - Intervenção Social e Comunitária
  - Contablidade e Fiscalidade para PME
  - Gestão Comercial e Vendas
  - Integração de Sistemas e Serviços de Telecomunicações
  - Assessoria e Comunicação Organizacional
  - Relações e Negócios Internacionais
  - Enoturismo
  - Tecnologias e Programação de Sistemas de Informação - Protocolo com a Softinsa, uma subsidiária da IBM

## Tunas Académicas Oficiais
- Real Tertúlia Académica Tun'unkacerta

Fundada oficialmente no decorrer do ano lectivo de 2003/2004, no dia 17 de Dezembro de 2003, apenas com “meia-dúzia” de alunos, mas, com a evolução da Tuna e ao longo dos anos, várias foram as pessoas que passaram por lá, aumentando a cada dia que passava a ideia inicial deste projecto, e melhorando cada vez mais. A primeira actuação fora de Lamego foi em Fareja. No ano lectivo de 2008/2009 a Real Tertúlia Académica Tun'unkacerta participou no VII Festival "Olé Tunas" realizado em Angra do Heroísmo, nos Açores, onde ganhou o prémio de "Tuna mais Tuna". Durante o ano lectivo de 2013/2014 a Real Tertúlia Académica Tun'unkacerta teve uma remodelação a nível organizacional e musical, dando início assim a um novo patamar deste projecto iniciado anos atrás, dando início à criação de originais vibrantes, passando por todas as partes da música popular portuguesa e tunante. Esta é uma tuna mista.
- Estudantina Académica de Lamego

Fundada oficialmente no decorrer do ano lectivo de 2014/2015, no mês de Novembro, quando 3 amigos decidiram fazer algo diferente por Lamego e pela ESTGL: criar uma tuna masculina. A tuna participou, no seu primeiro ano de fundação, em diversas actuações em bares de Lamego, arruadas, no IV Festival de Válega - Ovar, na primeira edição da "Praxe Solidária Lamego 2015", bem como no I Encontro Solidário de Magrelos. Actualmente conta com mais de 18 tunos e continua a marcar pela diferença sendo que festejou o seu aniversário com a primeira edição do F.I.T.U.L - Festival Internacional de Tunas Universitárias "Cidade de Lamego".
Nesta instituição é proibida a prática da praxe académica.